# Notoreas vulcania
Notoreas vulcania är en fjärilsart som beskrevs av Edward Meyrick 1883. Notoreas vulcania ingår i släktet Notoreas och familjen mätare. Inga underarter finns listade i Catalogue of Life.